# Géographie de Djibouti
Djibouti est un pays de 23 000 km2, situé dans la Corne de l'Afrique, limitrophe de l'Éthiopie, de l'Érythrée, de la Somalie (Somaliland depuis 1991) et du Yémen.
La république de Djibouti se trouve à mi-distance de l'Équateur et du Tropique du Cancer. Sa situation, sur la côte orientale de l'Afrique, au débouché méridional de la mer Rouge, c'est-à-dire entre le canal de Suez et le golfe d'Aden, est à l'origine de son importance stratégique.
Djibouti possède une façade maritime de 314 km, allant de la mer Rouge à l'océan Indien, en passant par le détroit de Bab-el-Mandeb, cette façade s'étend du cap (ras) Douméra, au nord, au village de Loyada, au sud. Le golfe d'Aden s'enfonçant dans le continent par le biais du golfe de Tadjoura, prolongé par le Ghoubbet-el-Kharab, née d'une ouverture du rift est-africain.
Le territoire dispose d'une grande diversité de paysages : des montagnes au nord, des lacs comme le lac Assal et le lac Abbe, des zones désertiques comme les Grand et Petit Bara.
Une activité volcanique récente a modelé le paysage. Le dernier volcan en activité sur le territoire est l'Ardoukoba.

## Géographie physique

### Situation
Djibouti partage 127 kilomètres (79 milles) de frontière avec l'Érythrée, 390 kilomètres (242 milles) avec l'Éthiopie et 60 kilomètres (37 milles) avec la Somalie (total 577 kilomètres ou 358 milles). Il dispose d'un emplacement stratégique sur la Corne de l'Afrique et le Bab el Mandeb, le long d'une route traversant la mer Rouge et le canal de Suez. La côte de Djibouti sert de passerelle commerciale entre la péninsule arabique et l'intérieur de la région de la Corne. Le pays est également le terminus du trafic ferroviaire en Éthiopie.

### Climat
Il n'y a pas beaucoup de variations saisonnières dans le climat de Djibouti. Les conditions chaudes prévalent toute l'année avec les pluies hivernales. Les températures maximales quotidiennes moyennes varient de 32 à 41 °C, sauf en haute altitude. Dans la ville de Djibouti, par exemple, les plus hauts de l'après-midi en avril vont généralement de 28 à 34 °C en avril. À l'échelle nationale, les minima quotidiens moyens varient généralement d'environ 15 à 30 °C entre les sites. L'aire de répartition climatique la plus étendue se trouve dans l'est de Djibouti, où les températures dépassent parfois 41 °C en juillet dans les plaines littorales et tombent en dessous du point de congélation en décembre dans les hautes terres. Dans cette région, l'humidité relative varie d'environ 40 % au milieu de l'après-midi à 85 % la nuit, en fonction de la saison.

## Environnement
Les risques naturels comprennent les tremblements de terre, la sécheresse et les perturbations cycloniques occasionnelles de l'océan Indien, qui apportent de fortes pluies et des crues soudaines. Les ressources naturelles comprennent l'énergie géothermique. L'insuffisance des approvisionnements en eau potable, la limitation des terres arables et la désertification sont des problèmes actuels.
Djibouti est partie à des accords internationaux sur la biodiversité, le changement climatique, la désertification, les espèces menacées, le droit de la mer, la protection de la couche d'ozone, la pollution des navires et les zones humides.